# Partido judicial de La Línea de la Concepción
El Partido judicial de La Línea de la Concepción es uno de los 85 partidos judiciales en los que se divide la comunidad autónoma de Andalucía creado por Real Decreto en 1983. En concreto se trata del partido judicial n.º 8 de la provincia de Cádiz. Comprende a la localidad campogibraltareña de La Línea de la Concepción con una población total de 64.240 habitantes. La Línea de la Concepción es cabeza de partido y sede de las instituciones judiciales. La dirección del partido se sitúa en la avenida Menéndez Pelayo de la ciudad. La ciudad cuenta con Juzgado Decano y tres juzgados de Primera Instancia e Instrucción.